# ضريبة القيمة المضافة (سويسرا)
ضريبة القيمة المضافة (VAT) هي ضريبة غير مباشرة تفرضها الاتحاد على أساس المادة 130 من الدستور الاتحادي. اعتبارا من 1 يناير 1995، استبدلت ضريبة محول السلع (WUSt) التي تم فرضها حتى ذلك الحين. يتم تنظيم ضريبة القيمة المضافة كضريبة كاملة مع خصم ضريبة المدخلات.
منذ 1 يناير 2018،  ومن المتوقع أن تظل سارية حتى نهاية عام 2023، أصبحت الأسعار هي 7.7% سعر قياسي، و2.5% سعر مخفض، و3.7% سعر خاص لخدمات السكن. اعتبارًا من 1 يناير 2024، سيتم زيادة هذه المعدلات إلى 8.1% و2.6% و3.8% على التوالي. 
باستثناء حكم الطلبات البريدية (مادة 7 الفقرة 3 من قانون ضريبة القيمة المضافة) ، بدأ قانون ضريبة القيمة المضافة المراجعة جزئياً في حيز التنفيذ في 1 يناير 2018.

## النظام الضريبي بشكل عام
يتم تنظيم ضريبة القيمة المضافة كضريبة على جميع المراحل مع خصم ضريبة المدخلات. إذا قام شخص خاضع للضريبة بتقديم خدمة لشخص آخر خاضع للضريبة، فيجب على الأول دفع ضريبة القيمة المضافة على الخدمة؛ يمكن للمستلم استرداد الضريبة المدفوعة كضريبة مدخلات من إدارة الضرائب الفيدرالية (FTA)، ولكن يجب عليه أيضًا دفع ضريبة على خدماته لعميله. وهذا يضمن أن القيمة المضافة في سلسلة القيمة فقط هي التي تخضع للضريبة بشكل منهجي.
يجب أن يتم فرض ضريبة على الاستهلاك المحلي. لذلك، يتم فرض ضريبة على الإمدادات داخل سويسرا من قبل دافعي الضرائب. يتم فاكتور التسليمات من الخارج دون ضريبة القيمة المضافة السويسرية، ولكن الضريبة على الاستيراد وأي رسوم جمركية وأضافية يتم تحصيلها في الجمارك. يمكن للمسؤولين عن الضرائب استرداد ضريبة الاستيراد بنفس الطريقة التي تُسجل بها ضرائب المدخلات المحلية. كما لا يتعين فرض ضرائب على الإمدادات إلى الدول الأجنبية. يتم تحقيق ذلك من خلال إعفاء عن التسليمات أو من خلال وجود مكان الأداء في الخارج.
في هذا السياق، يفرق القانون بين الضريبة المحلية على الخدمات التي يقدمونها رجال الأعمال المحليون، الضريبة المرجعية على الخدمة التي يقدّمونها رجال أعمال أجانب إلى رجال الأعمال محليون، وضريبة الاستيراد على استيراد السلع إلى البلاد. يتم فرض الضريبة على استيراد السلع إلى البلاد.

## الضريبة المحلية

### التحولات الخاضعة للضريبة
تخضع جميع التوريدات التي يقوم بها الأشخاص الخاضعون للضريبة للضريبة المحلية، ما لم يتم إعفاؤهم صراحة من الضريبة: 
- إمدادات السلع المعدة للنظر فيها في البلاد؛
- الخدمات المقدمة داخل الدولة مقابل الدفع.

### الأشخاص الخاضعون للضريبة
كل من الكيانات القانونية والشخصيات الطبيعية أو جمعيات الأشخاص يمكن أن تكون ضريبة إذا كانت تعمل في مجال تجاري ولم تكن معفاة من الضريبة. وفقاً لمادة 10 الفقرة 1 من قانون ضريبة القيمة المضافة، فإن الشخص يدير نشاطًا تجاريًا إذا كان يقوم بشكل مستقل بنشاط مهني أو تجاري بهدف توليد دخل على أساس مستدام ويظهر للعالم الخارجي باسم نفسه. ليس من الضروري أن ترغب أيضا في تحقيق الربح.
يُعفى أحدهما من المسؤولية الضريبية إذا لم يتجاوز حد المبيعات البالغ 100000 فرنك سويسري؛ ومع ذلك، كرجل أعمال، يمكن أيضًا إخضاع نفسه طوعًا لضريبة القيمة المضافة. عند تقديم الطلب، يمكن أيضًا معاملة العديد من الشركات بشكل مشترك كشخص واحد خاضع للضريبة ("الضرائب الجماعية"). تنطبق قواعد خاصة على رواد الأعمال الأجانب والمنظمات غير الربحية وكذلك الجمعيات الرياضية والثقافية.

### ترسيم الحدود بين الأراضي المحلية والأجنبية
المصطلح المحلي المستخدم في نص القانون لا يتوافق مع الحدود الوطنية للاتحاد السويسري. تحدد المادة 18 من قانون ضريبة القيمة المضافة المحلية. يعتبر ما يلي محليًا:
- أراضي سويسرا؛
- الأراضي الأجنبية وفقا لاتفاقيات المعاهدات. وتشمل هذه إمارة ليختنشتاين وجيب بوزنغن أم هوخراين الألماني.
- الاستثناء هو مجتمعات وادي سامنون وسامبور ، المستبعدة من المنطقة الجمركية السويسرية. إلا أن القانون الاتحادي بشأن ضريبة القيمة المضافة نص على أن هذا القانون ينطبق مع ذلك على الواديين بالنسبة للخدمات. ويجب على الواديين تعويض الحكومة الاتحادية عن الخسائر الضريبية الناتجة عن هذا الحكم. سيتم أخذ الوفورات الناتجة عن انخفاض جهود التحصيل في الاعتبار بشكل مناسب.

يعرّف القانون الدول الأجنبية بأنها جميع الأقاليم التي لا تقع داخل الحدود السياسية للاتحاد السويسري أو التي ينطبق عليها أحد شروط الاستثناء المذكورة صراحةً في القانون ( المراكز التجارية ، والموانئ المعفاة من الرسوم الجمركية، واتفاقيات المعاهدات).

### مؤهل المبيعات

#### الشحنات
وفقاً للمادة 3 من قانون ضريبة القيمة المضافة، يتم الإمداد عند بيع البند. ومع ذلك، فإن استئجار السلع (على سبيل المثال، سيارة) يشكل أيضاً إمدادات، حتى لو تم استرداد السلع في نهاية فترة الإيجار. علاوة على ذلك، يتم التعامل مع معالجة المباني ومعالجة الأشياء (الإنتاج) كإمدادات. لا يتطلب المعالجة بالضرورة إضافة أو إضافة مكونات. غسيل الملابس، على سبيل المثال، يشكل أيضا إمدادات. بالإضافة إلى السلع المتنقلة والغير المتنقل، تعتبر الثلاجة والحرارة والكهرباء والغاز وما شابه ذلك أيضاً سلعة. وبالتالي، يتم تعريف مصطلح "العرض" بشكل أوسع بكثير في قانون ضريبة القيمة المضافة أكثر من ذلك، على سبيل المثال، في الاتحاد الأوروبي. هذا النهج يرجع جزئيا إلى أسباب تاريخية ويتوافق مع ممارسة WUST السابقة (ضريبة التداول على السلع).
أمثلة: بيع الأطعمة، على سبيل المثال، في المخبز، تنظيف السيارة في غسيل السيارات، تغيير السمعة على أنبوب المياه، بيع البرمجيات على قرص القمامة، حرق أو حفر الأرض، صب القمصان، خدمات صيانة الكلاب.

#### خدمات
وفقاً للمادة 3 من قانون ضريبة القيمة المضافة، تعتبر جميع الخدمات التي لا تشكل تسليمات خدمات. كما تم ذكر صراحة أيضاً مبيعات الأصول غير الماديّة وكذلك تعويضات عن الإجراءات أو التنازل عنها أو التسامح مع الشروط. وبالتالي، يمكن القول أن كل ما لا يمكن تسجيله مع التسليم يقع تحت حقائق الخدمة.
أمثلة: استهلاك القهوة والكروسان في المقهى، اشتراك في الاستقبال الإذاعي/التلفزيوني، تثبيت البرمجيات عبر الاتصالات البيانية، عمل التحليل، توفير الموظفين، نقل براءة اختراع لتسويقها، خدمات تخطيط المعماري للمبنى الجديد، الإعلان في مجلة، وساطة في معاملة بين طرفين، خدمة التخلص من النفايات.

### مكان دوران الخاضع للضريبة
يعتمد ما إذا كانت الخدمة خاضعة للضريبة على المكان الذي يتم فيه تقديم الخدمة. تخضع التوريدات المحلية فقط لضريبة القيمة المضافة. من أجل تحديد مدى خضوع الخدمة للضريبة، من الضروري فحص نوع الخدمة المعنية.

#### مكان الشحن
المادة رقم. 7 يحدد قانون ضريبة القيمة المضافة مكان التوريد. مكان التوريد هو المكان الذي:
- وجود السلعة وقت نقل صلاحية التصرف فيها تجاريًا أو تسليمها أو إتاحتها للاستخدام أو الاستغلال؛
- يبدأ نقل أو إرسال البضاعة إلى العميل أو إلى طرف ثالث بناء على تعليماته.

وهذا يعني أن استئجار السيارة يخضع للضريبة حيث يتم تسليم السيارة. وبالمثل، تخضع توريدات أعمال البناء للضريبة في المكان الذي تقع فيه أعمال البناء. وبالتالي، إذا قامت شركة إنشاءات سويسرية ببناء منزل في فورارلبرغ لعميل سويسري، فإن حجم المبيعات هذا لا يخضع لضريبة القيمة المضافة السويسرية.

#### مكان الخدمة
المادةرقم 8 الفقرة. 1 يحدد قانون ضريبة القيمة المضافة مكان تقديم الخدمة. ما لم ينص القانون على استثناء، يعتبر مكان إقامة أو مكان عمل متلقي الخدمة هو المكان الذي يتم فيه تقديم الخدمة.
المادة رقم 8 الفقرة. 2 يحدد قانون ضريبة القيمة المضافة مكانًا مختلفًا لأداء الخدمات التالية:
- بالنسبة للخدمات المقدمة للأشخاص الطبيعيين الحاضرين جسديًا: المكان الذي يوجد فيه مكتب مسجل أو منشأة دائمة للشخص الذي يقدم الخدمة؛
- بالنسبة للخدمات التي تقدمها وكالات السفر ومنظمي الفعاليات: المكان الذي يوجد فيه مكتب مسجل للنشاط الاقتصادي لمقدم الخدمة.
- في حالة الخدمات الثقافية أو الفنية أو الرياضية أو العلمية أو التعليمية أو الترفيهية أو ما شابه ذلك: المكان الذي يتم فيه تنفيذ هذه الأنشطة فعليًا؛
- لخدمات الضيافة: المكان الذي يتم فيه تقديم الخدمة فعلياً.
- في حالة خدمات نقل الركاب: المكان الذي تتم فيه عملية النقل فعلياً، مقاساً بالمسافة المقطوعة؛
- للخدمات المتعلقة بالعقار (إدارة أو تقييم العقار، الخدمات المتعلقة باكتساب أو إنشاء الحقوق العينية في العقار، والخدمات المتعلقة بإعداد أو تنسيق أعمال البناء مثل الأعمال المعمارية والهندسية) : المكان الذي يقع فيه العقار.
- للخدمات في مجال التعاون التنموي الدولي والمساعدات الإنسانية: المكان المخصص للخدمة.

وبالتالي، إذا كانت شركة تسويق تقدم خدمات إعلانية لعميل ألماني في سويسرا، فسيتم اعتبار مكان الأداء في الخارج، مما يعني أن فاتورة الخدمة الإعلانية لا تتضمن ضريبة القيمة المضافة السويسرية.

## الضريبة المرجعية
إذا اشترى عميل سويسري خدمة من الخارج (على سبيل المثال، البرمجيات من خادم ألماني) أو إمدادات غير خاضعة لضريبة الاستيراد (على سبیل المثال، الموظفين الأجانب للعمل على آلات العميل الخاص) ، فإن هذه الخدمة لا تتعبر الحدود. من أجل عدم إعاقة مقدمي الخدمات المحليين، يجب ضمان أن الخدمة الخارجية تخضع أيضا للضريبة. يتم ذلك بطريقة تسمح للمستلم المحلي للخدمة بتسوية الشراء مع اتفاقية التسويق (إجراء التكلفة العكسية). لذلك، يجب على الخاضعين للضريبة أن يحسبوا جميع مشتريات الخدمات المتضررة من الخارج مع التجارة الحرة (ضريبة الشراء) ، ولكن يمكنهم المطالبة بخصم ضريبة المدخلات. يجب على غير الخاضعين للضرائب (على سبيل المثال الأفراد الخاصين) الإبلاغ عن التجارة الحرة إذا تجاوزت مشترياتهم من هذه الخدمات 10،000 فرنك إسترليني سنوياً. ستقوم الإدارة الضريبية بعد ذلك بإرسال فاتورة متوافقة مع ذلك (القرار). ومع ذلك، فإن هذه الإجراءات تؤدي فقط إلى ضريبة محدودة لهؤلاء الأشخاص (دون الحق في خصم ضريبة المدخلات).

## ضرائب الإستيراد
تخضع واردات السلع إلى سويسرا أيضًا لضريبة القيمة المضافة من قبل الجمارك. عادةً ما يكون المبلغ الخاضع للضريبة هو مقابل البضائع، وإلا فإن القيمة السوقية ( المادة 54 الفقرة 1 من قانون ضريبة القيمة المضافة).
بشكل عام، تخضع جميع الإرساليات البريدية التي لم يتم إرسالها من المنطقة الجمركية السويسرية للضريبة أيضًا. ولأسباب تتعلق بالاقتصاد الإداري، لا يتم فرض مبالغ ضريبية تصل إلى 5 فرنكات سويسرية. ويتوافق مبلغ الضريبة هذا مع أساس تقييم قدره 65 فرنكًا سويسريًا بمعدل ضريبة القيمة المضافة البالغ 7.7% أو 200 فرنك سويسري بمعدل ضريبة القيمة المضافة البالغ 2.5%.

## معدلات الضرائب
معدلات ضريبة القيمة المضافة منصوص عليها في الفن. 130 من الدستور الاتحادي. هناك، يُمنح الاتحاد الحق في فرض ضريبة القيمة المضافة على إمدادات السلع والخدمات، بما في ذلك الاستهلاك الخاص، وعلى الواردات بمعدل قياسي لا يزيد عن 6.5 في المائة وبمعدل مخفض لا يقل عن 2.0 في المائة.
بناء على المادة. 196 رقم 3 الجملة 2 الرسالة هـ نسخة محفوظة 10 يونيو 2021 على موقع واي باك مشين. من الدستور الاتحادي، يُسمح للاتحاد بفرض 0.1 نقطة مئوية إضافية لتمويل مشاريع السكك الحديدية واسعة النطاق .  كما تم تفويض الاتحاد، في شكل قانون اتحادي، بزيادة المعدل القياسي بحد أقصى نقطة مئوية واحدة والمعدل المخفض بنسبة 0.3 نقطة مئوية لتمويل تطوير هيكل الشيخوخة لـ AHV / Disability insurance (Switzerland) [invalidenversicherung (schweiz)] .
استناداً إلى السمات الأساسية المحددة لتصميم القانون الاتحادي بشأن ضريبة القيمة المضافة في الدستور الاتحادي، فإن المعدل القياسي (7.7 %) مكونة على النحو التالي:
- 7.6 ٪ لفرض معدل قياسي على إمدادات السلع والخدمات
- 0.1 ٪ لتمويل مشاريع السكك الحديدية واسعة النطاق ( NRLA )

حتى نهاية عام 2017، تم تطبيق تمويل إضافي من ضريبة القيمة المضافة لل IV بنسبة 0.4 نقطة مئوية من ضريبية القيمة المقدمة، و اعتبارا من 1 يناير 2018، ارتفعت معدلات الضريبة المضافة بنسبة 0.1 نقطة مئوية بسبب تمويل توسيع البنية التحتية للسكك الحديدية FABI. ومنذ ذلك الحين، تم تطبيق معدل طبيعي 7.7٪، معدل مخفض 2.5%، ومعدل خاص 3.7٪.
يتكون المعدل المخفض (2.5%)، والذي يتم فرضه على الإمدادات والاستهلاك الخاص لبعض السلع اليومية أو الزراعية (التي يتم تنظيمها بشكل قاطع في المادة 25، الفقرة 2 من قانون ضريبة القيمة المضافة)، على النحو التالي:
- 2.4 ٪ لفرض معدل قياسي على إمدادات السلع والخدمات
- 0.1 ٪ لتمويل مشاريع السكك الحديدية واسعة النطاق ( NRLA )

يتم فرض الضريبة على السلع والخدمات التالية بالسعر المخفض (الاختيار): 
- الطعام ومياه الصنبور
- الأدوية
- أعلاف وفضلات للحيوانات وكذلك البذور ودرنات البذور ونحوها
- الأسمدة والمبيدات الحشرية
- المطبوعات

يمكن للحكومة الفيدرالية فرض سعر مخفض على خدمات الإقامة التي تقدمها صناعة الفنادق السويسرية. وهذا يصل إلى 3.7 بالمائة. يعرف القانون خدمة الإقامة بأنها توفير الإقامة بما في ذلك تقديم وجبة الإفطار، حتى لو تم دفعها بشكل منفصل.

### تطور معدلات ضريبة القيمة المضافة
| التاريخ    | طفره                                                                                   | معدل طبيعي     | نسبة مخفضة     | سعر خاص لخدمات الإقامة |
| ---------- | -------------------------------------------------------------------------------------- | -------------- | -------------- | ---------------------- |
| 01.01.1995 | إدخال ضريبة القيمة المضافة                                                             | 6,5 % (+6,5 %) | 2,0 % (+2,0 %) | -                      |
| 01.10.1996 | تطبيق السعر الخاص لخدمات الإقامة                                                       | 6,5 % (+0,0 %) | 2,0 % (+0,0 %) | 3,0 % (+3,0 %)         |
| 01.01.1999 | زيادة لصالح AHV و Disability insurance (Switzerland) [invalidenversicherung (schweiz)] | 7,5 % (+1,0 %) | 2,3 % (+0,3 %) | 3,5 % (+0,5 %)         |
| 01.01.2001 | زيادة في تمويل مشاريع السكك الحديدية واسعة النطاق (FinöV)                              | 7,6 % (+0,1 %) | 2,4 % (+0,1 %) | 3,6 % (+0,1 %)         |
| 01.01.2011 | زيادة لإعادة تنظيم الرابع (محدودة حتى 31 ديسمبر 2017).                                 | 8,0 % (+0,4 %) | 2,5 % (+0,1 %) | 3,8 % (+0,2 %)         |
| 01.01.2018 | الزيادة في FABI ، والانخفاض بسبب انتهاء الزيادة في عام 2011                            | 7,7 % (-0,3 %) | 2,5 % (±0,0 %) | 3,7 % (-0,1 %)         |
| 01.01.2024 | زيادة لصالح AHV                                                                        | 8,1 % (+0,4 %) | 2,6 % (+0,1 %) | 3,8 % (+0,1 %)         |
| 01.01.2030 | انتهاء التمويل التكميلي لـ FABI                                                        | 8,0 % (-0,1 %) | 2,5 % (-0,1 %) | 3,7 % (-0,1 %)         |

## المسؤولية الضريبية

### التزام التسجيل
يجب على الشركات التي تصبح مسؤولة عن الضرائب المحلية التسجيل لدى إدارة الضرائب الفيدرالية في برن في غضون 30 يومًا دون أن يُطلب منها ذلك ( المادة 66 الفقرة 1 من قانون ضريبة القيمة المضافة). إذا لم يكن لديهم واحد بالفعل، فسيحصلون على رقم تعريف المؤسسة [الإنجليزية] (UID) الخاص بهم ويتم تسجيلهم كأشخاص خاضعين للضريبة. يحل UID محل رقم ضريبة القيمة المضافة السابق، والذي يمكن الاستمرار في استخدامه حتى نهاية عام 2013. 

### استثناءات ذاتية
وفقاً لمادة 21 من قانون ضريبة القيمة المضافة، فإن أنشطة أعضاء مجلس الإدارة، الخ، تعتبر أنشطة مكاسب مستقلة، وبالتالي لا تخضع لضريبة القيم المضافة. المادة 25 من قانون ضريبة القيمة المضافة يدرج إعفاءات موضوعية أخرى من الالتزام الضريبي. هؤلاء هم المزارعون والغابات والحدائق لبيع منتجاتهم الأساسية الخاصة (دون شراء منتجات الطرف الثالث) ، ومتداولون الحيوانات ومراكز جمع الحليب.
لا تخضع عمليات التسليم (وفي بعض الحالات الخدمات ذات الصلة المباشرة) إلى البلدان الأجنبية للضريبة، ولكنها تستحق خصم ضريبة المدخلات. وبالتالي فإن هذه المعاملات معفاة من الضرائب حقا. يتم سرد المعاملات المعفاة من الضرائب بشكل شامل في المادة. 23 قانون ضريبة القيمة المضافة. المعفاة من الضريبة هي:
- توريد البضائع المنقولة أو المرسلة مباشرة إلى الخارج (لا ينطبق على النقل لاستخدام وسائل النقل أو الاستمتاع بها)؛
- نقل الاستخدام أو الاستمتاع، أي تأجير واستئجار مركبات السكك الحديدية والطائرات، بشرط أن يتم استخدامها من قبل متلقي العرض بشكل رئيسي في الخارج؛
- عمليات التسليم المحلية للسلع ذات المنشأ الأجنبي التي كانت خاضعة للرقابة الجمركية بشكل واضح؛
- عمليات النقل أو الإرسال الأخرى للبضائع إلى الخارج غير المرتبطة بتسليم الصادرات، أي نقل الأدوات إلى الخارج؛
- نقل أو إرسال البضائع عبر الحدود فيما يتعلق بتصدير أو استيراد البضائع وجميع الخدمات الأخرى ذات الصلة؛
- نقل البضائع داخل الدولة وجميع الخدمات الأخرى ذات الصلة، إذا كانت البضائع خاضعة للرقابة الجمركية ومخصصة للتصدير (البضائع العابرة بدون تخليص جمركي)؛
- توريد وتعديل وإصلاح وصيانة واستئجار واستئجار الطائرات التي تستخدمها المؤسسات العاملة في مجال النقل الجوي التجاري أو تأجيرها، والتي يتجاوز حجم مبيعاتها من الرحلات الجوية الدولية نظيره من النقل الجوي المحلي؛ إمدادات وتأجير وإصلاح وصيانة العناصر المثبتة في هذه الطائرات أو العناصر اللازمة لتشغيلها؛ إمدادات المواد اللازمة لتزويد هذه الطائرات، فضلاً عن الخدمات المخصصة للاحتياجات المباشرة لهذه الطائرات وحمولاتها؛
- خدمات الوسطاء الذين يعملون صراحة باسمهم ولحساب الآخرين، إذا كانت مبيعات الوسطاء إما معفاة بموجب هذه المادة أو تم إجراؤها حصريًا في الخارج؛ في حالة رقم الأعمال في الوطن الأم وفي الخارج، إعفاء تناسبي من رقم الأعمال في الخارج؛
- الخدمات التي تقدمها وكالات السفر لحسابها الخاص، بقدر ما تستخدم إمدادات وخدمات أطراف ثالثة تنفذها هذه الأخيرة في الخارج؛ في حالة رقم الأعمال داخل الدولة وخارجها، إعفاء تناسبي من رقم الأعمال في الخارج.

أحكام أخرى في المادة. 19 :
من أجل الحفاظ على الحياد التنافسي، يجوز للمجلس الاتحادي إعفاء النقل الجوي والنقل بالسكك الحديدية الدولي. وقد استفادت من ذلك في المرسوم، حيث أنه في النقل الجوي الدولي يكون المسار بأكمله في الخارج إذا كان مطار المغادرة أو الوصول في الخارج. يحدث التصدير المباشر بموجب الفقرة 2(1) عندما يتم نقل موضوع التوريد أو إرساله إلى الخارج إما عن طريق الشخص الخاضع للضريبة نفسه أو عن طريق عميله غير الخاضع للضريبة، دون أن يكون الأخير قد وضع الموضوع قيد الاستخدام مسبقًا داخل الدولة أو بعد تسليمها إلى طرف ثالث داخل الدولة كجزء من صفقة التوريد. ربما تم العمل على موضوع التوريد أو معالجته بواسطة وكلاء المستلم غير الخاضع للضريبة قبل التصدير.

## منهجية حساب وتقييم الضرائب

### ضرائب المدخلات

#### المتطلبات المادية
يحق لأي شخص يقوم بإجراء مبيعات خاضعة للضريبة أو معفاة من الضرائب استرداد ضريبة المدخلات المتكبدة على هذه النفقات من اتفاقية التجارة الحرة ( المادة 38 من قانون ضريبة القيمة المضافة).
- إذا استخدم الخاضع للضريبة سلعاً أو خدمات لغرض متعلق بالعمل المشار إليه في الفقرة * أعلاه، يجوز للخاضع للضريبة خصم ضرائب المدخلات التالية في إقراره الضريبي، والتي يجب إثباتها: *
  - الضريبة التي تم إرسال فواتير إليها من قبل أشخاص آخرين خاضعين للضريبة بالمعلومات المشار إليها في المادة. 37 لتوريدات السلع والخدمات؛
  - الضريبة المعلنة عنها مقابل شراء الخدمات من الشركات القائمة في الخارج؛
  - الضريبة المدفوعة أو المستحقة عليها عند استيراد البضائع من إدارة الجمارك الفيدرالية، وكذلك الضريبة المعلنة من قبلها على استيراد البضائع ( المادة 83 ).

- الأغراض التالية هي التي تمنح الحق في خصم ضريبة المدخلات:
  - الإمدادات الخاضعة للضريبة
  - الخدمات الخاضعة للضريبة
  - المعاملات التي تم اختيار ضريبة عليها؛
  - الهدايا المجانية التي تصل إلى 300 فرنك تشيكو في السنة لكل مستفيد وعينات من السلع لأغراض تجارية (الفقرة 1 ج) من المادة 9) ، وكذلك العمل على السلع المستخدمة للاستهلاك الخاص وفقاً للفقرة 2 من المادة 9.

- يجوز للخاضع للضريبة أيضا خصم ضريبة المدخلات المذكورة في الفقرة 1 إذا استخدم السلع أو الخدمات للأنشطة المشار إليها في الفقره 2 من المادة 19 أو للأنشطاء التي كانت تخضع للضريبات إذا كان يقوم بها محليا.

- الحق في خصم ضريبة المدخلات لا ينطبق على المعاملات التي خالية من الضريبة أو على الأنشطة التي لا تعتبر المعاملات أو على الأنظمة الخاصة أو على المعاملة التي يتم تنفيذها في ممارسة السلطة السيادية.

- كما يتم استبعاد 50 في المائة من مبالغ الضريبة على النفقات على الأطعمة والشراب من حق خصم ضريبة المدخلات.

- إذا كان الخاضع للضريبة قد اشترى من المزارعين غير الخاضعين للضريبات أو من المزارعي أو من المواطنين أو من المرافق أو من الموظفين أو من المشاركين في مجال الحيوانات أو الحليب لأغراض تمنحه الحق في خصم ضريبة المدخلات بموجب الفقرة 2، فيمكنه خصم 2.4 في المائة من المبلغ المفروض عليه كضريبة المدخلة. المادة 37، الفقرة 1، الحروف (أ) إلى (إ) والفقرة 3 هي المطبقة.

- يظهر الحق في الخصم:
  - في حالة الضرائب التي تم نقلها من قبل خاضعين للضرائب الآخرين: في نهاية الفترة المحاسبية التي تلقى فيها الخاضع للضرايب الفاتورة (الحسابات حسب الرسوم المتفق عليها) أو التي دفع فيها الفاتورة
  - في حالة ضريبة على شراء الخدمات من الشركات المقيمة في الخارج: في الوقت الذي يقوم عليه الضريبة بتسديد هذا الضريبة لدى الإدارة الفيدرالية للضرائب.
  - بالنسبة لضريبة الاستيراد بموجب الفقرة 1 الحرف (ج): في نهاية الفترة الحسابية التي تم فيها قبول الإعلان الجمركي والشخص الخاضع للضريبة لديه وثائق الاستيراد الأصلية.

- في الحالة التي يتلقى فيها ضريبة ضريبية تبرعات لا يمكن أن تُسمى ببيعات الفردية للمستفيد كعكس، يتم تقليل خصم ضريبة المدخلات بشكل متناسب. وبالمثل، يجب أن يتم تخفيض خصم ضريبة المدخلات بشكل متناسب إذا كانت تتلقى دعمًا أو مساهمات أخرى من السلطات العامة. لا تعتبر الإستردادات والمساهمات والإعانات المتعلقة بالمدفوعات الخارجية التي يتم إعفاء المعاملات منها من الضريبة بموجب الفقرة 2 من المادة 19 رقم 1 دعمًا أو مساهمات من السلطات العامة.

#### المتطلبات الرسمية
بالإضافة إلى هذا الاحتياج المادي، يجب أيضاً أن تتم الوفاء بالفرص الرسمية بموجب المادة 37 من قانون ضريبة القيمة المضافة. وبالتالي، لا يمكن استرداد ضرائب المدخل إلا إذا كانت الإيصالات تحتوي على المعلومات التالية:
- الاسم والعنوان الذي يتم تسجيله في سجل الخاضعين للضرائب أو الذي يستخدمه بشكل مقبول في المعاملات التجارية، وكذلك الرقم الذي يتم تسجيله في سجل خاضعين لل الضرائب؛
- اسم وعنوان المستلم للخدمة أو العرض، كما قد يظهر بشكل مقبول في المعاملات التجارية؛
- تاريخ أو مدة الإمداد أو الخدمة
- طبيعة و موضوع و نطاق العرض أو الخدمة
- مقابل الإمداد أو الخدمة؛
- معدل الضرائب ومبلغ الضرائب المستحقة من الرسوم المرتفعة.

إذا كانت الرسوم المرتبطة بالضريبة تتضمن الضريبة، فمن الكافي أن يُذكر معدل الضريبة.
في حين أن الاتفاقية الحرة استعرضت في البداية المتطلبات المذكورة أعلاه بطريقة رسمية للغاية، تم تخفيف الوضع منذ ذلك الحين. على وجه الخصوص، بالنسبة إلى عنوان المستفيد، يتم قبول جميع أسماء الشركات المشتركة والمعروفة (إن وجدت) (مادة 15 أ من قانون ضريبة القيمة المضافة). ومع ذلك، ينصح المستفيد من الخدمة بالصرّ على تصحيح الإيصالات الرسمية لتجنب التعويضات غير السارة. إذا تبين أن الإيصالات لا تتوافق مع ضريبة القيمة المضافة، فيمكن تصحيح ذلك جزئياً عن طريق النموذج 1550 - المتاحة على الإنترنت على www.estv.admin.ch.

#### الاستخدام الخاص
إذا تم استخدام المواد التي تم شراؤها في الأصل لعمليات محمولة أو معفاة من الضرائب لأغراض أخرى أو تم سحبها، يجب تصحيح ضريبة المدخل مرة أخرى وفقاً لمادة 31 من قانون ضريبة القيمة المضافة. يتم ذلك عن طريق إعلان الاستهلاك الخاص.
مثال كلاسيكي على الاستهلاك الخاص هو الاستخدام الخاص للسيارات التجارية. هنا، وفقاً لممارسة التجارة الحرة، يتم احتساب 9.6% (12 × 0.8% شهرياً) من سعر شراء السيارة كاستخدام خاص. بالنسبة للسيارة التي تبلغ سعر الشراء 50 ألف فرنك (باستثناء ضريبة القيمة المضافة) ، يبلغ الاستهلاك الخاص بها 4 آلاف و800 فرنك سنوياً. الضريبة (8.00%) تبلغ 384 فرنك.
التبرع المجانى بالسلع يثير أيضا ضريبة الاستهلاك الخاصة. يستثناء، من ناحية، هدايا تصل إلى 500 فرنك تشارلي سنوياً والمتلقي، ومن ناحية أخرى، عينات من السلع.

### أساليب المحاسبة
يتم تحصيل ضريبة القيمة المضافة على الحدود من قبل إدارة الجمارك الاتحادية والإدارة الضريبية الاتحادية في الداخل.

## الدخل
| Year                     | Revenue mio. CHF                  |
| ------------------------ | --------------------------------- |
| 1995 1996 1997 1998 1999 | 8'857 11'958 12'477 13'255 15'060 |

| Year                     | Revenue mio. CHF                   |
| ------------------------ | ---------------------------------- |
| 2000 2001 2002 2003 2004 | 16'594 17'033 16'857 17'156 17'666 |

| Year                     | Revenue mio. CHF                   |
| ------------------------ | ---------------------------------- |
| 2005 2006 2007 2008 2009 | 18'119 19'018 19'684 20'512 19'889 |

| Year                     | Revenue mio. CHF                   |
| ------------------------ | ---------------------------------- |
| 2010 2011 2012 2013 2014 | 20'716 21'687 22'095 22'561 22'614 |

| Year                     | Revenue mio. CHF             |
| ------------------------ | ---------------------------- |
| 2015 2016 2017 2018 2019 | 22'454 22'457 22'901 ------- |

## التاريخ
في 1 يناير 1995، تم استبدال ضريبة تحويل السلع بالضريبة على القيمة المضافة في سويسرا. في ذلك الوقت، كان المعدل المنخفض 2٪ والمعدل الخاص 3%. كان معدل المعيار 6.2٪، الذي تم رفعه إلى 6.5٪ بموجب مرسوم فدرالي من أجل استعادة صحة المالية الاتحادية.
بناءً على المرسوم الاتحادي المؤرخ 20 مارس 1998 بشأن زيادة معدلات ضريبة القيمة المضافة للشاحنات الحديدية/IV [de] ومرسوم 23 ديسمبر 1999 بشأن زيادة معدل الضريبة المضافة للتمويل للمشاريع الحديدية الكبيرة، تم زيادة معدّلات الضرائب من ضمان تمويل NEAT والتكاليف المستقبلية لشاحنات السكك الحديدية /IV.
على أساس المادة 130 نسخة محفوظة 10 يونيو 2021 على موقع واي باك مشين. من الدستور الاتحادي السويسري، يجوز للمجلس الاتحادي رفع الأسعار بأكثر من 1% إلى 7.5% إذا لزم الأمر. وقد تمارس هذه الحقوق اعتبارا من 1 يناير 2001. بالإضافة إلى ذلك، يبلغ 0.1% تمويل مشاريع السكك الحديدية الكبرى، مما يجعلها معدل ضريبة القيمة المضافة 7.6%.
دخل القانون الاتحادي لـ 2 سبتمبر 1999 بشأن ضريبة القيمة المضافة (قانون ضريبة الغير قيمة) حيز التنفيذ في 1 ديسمبر 2001 بعد انتهاء فترة الاستفتاء، واستبدل النظام الأساسي السابق للمجلس الاتحادي.
في 28 نوفمبر 2004، صوت الناخبون السويسريون [الإنجليزية] 73.8% لصالح القرار الاتحادي بشأن النظام المالي الجديد، الذي تضم أيضا تعديلا على الدستور الاتحادي. من ناحية، تم إزالة العديد من الأحكام التفصيلية المتعلقة بالضريبة القيمة المضافة من الدستور الاتحادي، ومن ناحية أخرى، سمح النسخة القديمة من المادة 196 بتحقيق ضريبة اتحادية فقط حتى عام 2006. وبالتالي، كانت نتيجة إعادة تنظيم المقرر "إزالة الفوضى" في شركة "بيو" ومنح المزيد من السلطة المؤقتة لفرض ضريبة القيمة المضافة والضرائب الاتحادية المباشرة الآن حتى عام 2020.
فرض الاتحاد الضرائب المباشرة لأول مرة في عام 1916، ولم يمر سوى عامين - بسبب الحرب العالمية الأولى. لكن مع مرور الوقت أصبحت هذه الضرائب الاستثنائية أكثر و أكثر شيوعاً في عام 1958، تم تحديدها في الدستور الاتحادي، ولكن لفترة محدودة. كان التصويت في 4 مارس 2018 حول التسعة من التمديد، الذي قبله الشعب والكونتونات [الإنجليزية].

## التطورات الحالية

### السياسة
في سويسرا، تم إدخال 26 إعفاء مختلفا منذ إدخال ضريبة القيمة المضافة في عام 1995. المجلس الاتحادي كاسبار فيليجر شكى بالفعل من عدد متزايد من الإعفاءات.
ذهب خليفه، وزير المالية السويسري المجلس الاتحادي هانز رودولف ميرز، إلى أبعد من ذلك وأطلق فكرة فرض ضريبة القيمة المضافة المبسطة في عام 2003. في روح "ضريبة مسطحة" اقترح أنه في المستقبل لا ينبغي أن يكون هناك استثناءات في سويسرا وأن يتم تعيين معدل ضريبة القيمة المضافة الحالي من 2.5% على السلع اليومية، و3.7% على خدمات الإقامة و7.7% على جميع الخدمات الأخرى بمعدل موحد في نطاق 5 إلى 6%. ويقوم وزارة المالية الاتحادية بتصميم خصائص "الضريبة المثلى" على النحو التالي:
- لا يزال مصمماً كضريبة صافية كاملة المراحل مع خصم ضريبة المدخلات.
- لا يفرض إلا على الاستهلاك النهائي ويجري فرضها وفقا لمبدأ الوجهة.
- ليس هناك استثناءات
- يتم فرضها بمعدل متساوي.

ويقول المؤيدون الليبراليون لضريبة القيمة المضافة الموحدة أن هذا سيحرر الشركات من مشاكل التراكم والحساب المكلفة والمزقمة. في الوقت نفسه، سيتم تبسيط النظام الضريبي. في النقاش السياسي، يبدو أن هذه الاقتراح لا تملك فرصة كبيرة للتحقق. من بين أمور أخرى، سيقود المعدل القياسي من 5 إلى 6٪ إلى زيادة أسعار المواد الغذائية الأساسية (التي يتم ضريبتها حالياً بنسبة 2.5٪) ، والتي ستؤثر بشكل أساسي على أقلية السكان الفقراء.
في منتصف فبراير 2006، قرر المجلس الاتحادي أن يجري مراجعة كاملة لقانون ضريبة القيمة المضافة. كحل مؤقت، تم وضع قانون ضريبة القيمة المضافة المادة 45 أ من 1 يوليو 2006. هذا يهدف إلى ضمان أن الإدارة لم تعد تواجه المدفوعين بضريبة القيمة المضافة مع مطالبات إضافية غير موضوعية فقط لأسباب رسمية. ومع ذلك، كيف سيتم تنفيذ هذا "المادة المطبقة" لم يكن معروفًا تمامًا بعد.
في منتصف فبراير 2007، نشر المجلس الاتحادي التفاصيل وأرسلها للتشاور:
- ويتم وصف "الموديل" الأول بأنه مراجعة كاملة لقانون ضريبة القيمة المضافة (اليوم مع أكثر من 50 إجراء) ، والتي تهدف إلى تسهيل الضرائب اليومية وتوفير الشفافية والضمان القانوني، بما في ذلك تمديد طريقة معدل ضريبة الميزانية، والتي تسمح بتبسيط المحاسبة.

- "المودول" الثاني المناقش هو المعدل المحدد من 6 في المئة، والذي هو استبدال المعدلات الحالية (7.6 في المئة ، من 2.4 في المئة للسلع اليومية والمرحلة الخاصة من 3.6 في المئوية للخدمات الإقامة). بدلاً من ذلك، تم تقديم "مودول" ثالث مع رسومين - الرقم القياسي من 7.6 بالمئة، دون تغيير، و الرقم المنخفض من 3.4 بالمئة للأشياء الأساسية، كما هو الحال في السابق، والآن أيضاً للرعاية الصحية والخدمات الأخرى التي يتم إعفاءها الآن. وخاصة قطاع الصحة والخدمات الاجتماعية، الذي يضم حوالي 23000 شركة، سيتم تخضع للضريبة القيمة المضافة الجديدة. يحدد أحد التغيرات في هذا "المودول" استمرار استبعاد الرعاية الصحية وأجزاء من القطاع الاجتماعي من الضرائب. ستستمر إبعاد خدمات البنوك والشركات التأمينية.

في نهاية يونيو 2008، اقترح المجلس الاتحادي معدل ثابت 6.1 بالمئة.
في 17 ديسمبر 2021، وافق المجلس الاتحادي ومجلس الدول على زيادة نسبية غير محددة من ضريبة القيمة المضافة بنسبة 0.4 نقطة مئوية لصالح AHV كجزء من إصلاح تأمين الشيخوخة والنجاة "تحقيق استقرار AHV (AHV 21). " الموعد النهائي لإجراء استفتاء هو 22 أبريل 2022، وبعد ذلك يجب إجراء تصويت من قبل الشعب السويسري في غضون عام واحد، حتى يتمكن من تنفيذ زيادة معدلات ضريبة القيمة المضافة في 2023 في أقرب وقت ممكن. وافق المجلس الاتحادي ومجلس الدول على زيادة ضريبة القيمة المضافة بشكل متناسب إلى أجل غير مسمى بنسبة 0.4 نقطة مئوية لصالح الحافلات الحرة.

#### التنظيم لعام 2011 حتى عام 2017
1. 1 2  FTA, Federal Tax Administration. "Current Swiss VAT rates". www.estv.admin.ch (بالإنجليزية). Archived from the original on 2022-11-17. Retrieved 2023-09-05.
2. ↑  "Teilrevision MWSTG (in Kraft getreten am 01.01.2018)". Eidgenössische Steuerverwaltung. مؤرشف من الأصل في 2023-09-02. اطلع عليه بتاريخ 2018-12-05.
3. ↑  Art. 1 MWSTG نسخة محفوظة 2023-09-02 على موقع واي باك مشين.
4. ↑  Art. 18 MWSTG نسخة محفوظة 2023-09-02 على موقع واي باك مشين.
5. ↑  Verordnung zur Anhebung der Mehrwertsteuersätze zur Finanzierung der Eisenbahngrossprojekte (PDF; 12 kB) نسخة محفوظة 2023-09-03 على موقع واي باك مشين.
6. ↑  "Aktuelle Schweizer Mehrwertsteuersätze" (بالألمانية). Eidgenössische Steuerverwaltung ESTV. 8 Jun 2023. Archived from the original on 2023-05-13. Retrieved 2023-09-27.
7. ↑  Eidgenössische Steuerverwaltung ESTV. "Reduzierter Satz - 2.5 %". مؤرشف من الأصل في 2023-09-03. اطلع عليه بتاريخ 2021-06-01.
8. ↑  Eidgenössische Steuerverwaltung ESTV. "Entwicklung der Mehrwertsteuersätze" (بالألمانية). Archived from the original on 2023-09-02. Retrieved 2017-10-04.
9. ↑  "Stabilisierung der AHV (AHV 21)" (بالألمانية). Archived from the original on 2023-03-31. Retrieved 2023-09-30.
10. ↑  (UID) (Memento des Originals vom 27. Mai 2012 im Internet Archive) . Website des Bundesamts für Statistik. Retrieved 2012-06-02.
11. ↑  Artikel 196 Bundesverfassung alte Fassung; bis 31. Dezember 2006 نسخة محفوظة 2023-09-13 على موقع واي باك مشين.
12. ↑  Art. 196. Bundesverfassung neue Fassung seit dem 1. Januar 2007 نسخة محفوظة 2023-09-02 على موقع واي باك مشين.
13. ↑  Bundesbeschluss über die neue Finanzordnung 2021 In: admin.ch, abgerufen am 15. Januar 2018 نسخة محفوظة 2023-09-02 على موقع واي باك مشين.
14. ↑  Kann der Bund weiterhin Steuern einziehen? In: سويس إنفو, abgerufen am 15. Januar 2018 نسخة محفوظة 2023-09-02 على موقع واي باك مشين.
15. ↑  "Schwierige Zähmung eines bürokratischen Monsters: Nachrichten – NZZ.ch". نويه تسوريشر تسايتونغ. 9 ديسمبر 2006. مؤرشف من الأصل في 2023-09-02. اطلع عليه بتاريخ 2019-03-17., u. a. auch zum «Pragmatismusartikel»
16. ↑  "Mehrwertsteuer von einheitlich 6 Prozent: Bundesrat will radikale Vereinfachung – Nachrichten – NZZ.ch". نويه تسوريشر تسايتونغ. 15 فبراير 2007. مؤرشف من الأصل في 2007-09-30. اطلع عليه بتاريخ 2015-11-14.: Der Bundesrat möchte die Mehrwertsteuer (MWST) radikal vereinfachen. Weniger Bürokratie, weniger Ausnahmen und wenn möglich einen Einheitssatz von 6 Prozent soll die Totalrevision bringen. Dazu läuft nun eine Vernehmlassung.
17. ↑  Eidgenössischen Finanzdepartementes [الإنجليزية] (15. Februar 2007): Revision der Mehrwertsteuer (Memento vom 20. Dezember 2007 im Internet Archive)
18. ↑  "Der Bundesrat wagt den grossen Wurf: Einheitssatz und weniger Ausnahmen bei der Mehrwertsteuer – Nachrichten – NZZ.ch". نويه تسوريشر تسايتونغ. مؤرشف من الأصل في 2023-09-02. اطلع عليه بتاريخ 2015-11-14.
19. ↑  Bundesamt für Sozialversicherungen BSV: Reformen & Revisionen, Stabilisierung der AHV (AHV 21), abgerufen am 27. Januar 2022. نسخة محفوظة 2023-09-02 على موقع واي باك مشين.
20. ↑  Nationalrat, Sitzung 17. Dezember. 2021, Abstimmung 19.050/24419 نسخة محفوظة 2023-09-02 على موقع واي باك مشين.
21. ↑  Ständerat, Sitzung 17. Dezember. 2021, Abstimmung 19.050/4919 نسخة محفوظة 2023-09-02 على موقع واي باك مشين.
22. ↑  Sandor Arany & Karin Schilter: Defizit im Schweizer Rentensystem, abgerufen am 27. Januar 2022. نسخة محفوظة 2023-09-02 على موقع واي باك مشين.

في 27 سبتمبر 2009، وافق الشعب السويسري على زيادة مؤقتة في ضريبة القيمة المضافة من عام 2011 إلى عام 2017 لتوفير تمويل إضافي للتأمين على الإعاقة. وهكذا، السعر القياسي هو 8% خلال هذه الفترة، والسعر المنخفض 2.5% والسعر الخاص لخدمات الإقامة 3.8%.

#### مبادرة لرفع ضريبة القيمة المضافة
في يونيو 2011، أطلقت الحزب الليبرالي الأخضر مبادرة شعبية لإلغاء ضريبة القيمة المضافة (ضريبة الطاقة بدلاً من ضريبة الغيمة المضيفة [الإنجليزية]). وفقاً لنص المبادرة، يجب استبدال هذا الضريبة من خلال ضريبة الطاقة على مصادر الطاقة غير المتجددة. يجب أن يتم "تقييم الضريبة لكل كيلو واتس ساعة من الطاقة الأولية"، بحيث يمكن تحديد معدلات ضريبية مختلفة لمصادر الطاقة الفردية وفقاً لميزانها البيئي الإجمالي. هناك عدد من الأحكام الاختيارية الأخرى في نص المبادرة تترك مساحة للمشرع لتصميم الضريبة: يمكن أن تكون هناك استثناءات من الضريبة الكاملة، ويمكن أيضا أن يتم فرض ضريبة إضافية على الطاقة المجسدة لتجنب تشويهات المنافسة. تخفيضات من المخطط لها للصادرات فيما يتعلق بمستوى ضريبة الطاقة، بعد بدء على مستوى ضريبية القيمة المضافة السابقة، يتم تخطيط ربط ثابت مع الناتج المحلي الإجمالي بحيث لا تتقلب حصة الدولة [الإنجليزية] بشكل غير متوقع، وبالتالي يجب أن يكون الضريبة محايدة من حيث حصة الدول. سيتم استخدام ما يصل إلى 20 في المائة من الناتج للاستفادة من معاشات الشيخوخة وتدعم أقساط التأمين الصحي للأشخاص ذوي الدخل المنخفض.
لذا لا يجب أن يتم فرض ضريبة على العمل والقيمة المضافة، ولكن على الطاقة. بالإضافة إلى الهدف الرئيسي لتحويل الطاقة نحو الطاقة المتجددة، تكلفة إدارية عالية للحكومة الاتحادية (تقريبًا. 200 مليون فرنك سنويا) والتكاليف الإدارية المرتفعة لأكثر من 300،000 شركة صغيرة ومتوسطة (حوالي يمكن توفير 1.3 مليار فرنك سنوياً) من خلال هذا الطلب. كان نية المبدعين هو جعل ضريبة الطاقة، التي تمت معتمدة من خلال الإقلاع التدريجي عن النووي بعد فوكوشيما والحاجة إلى إجراءات سياسة المناخ، محايدة من الناحية المالية، أي لا تحمل عبء إضافي على المواطنين. كان الهدف هو "إقلاع متدريج عن النووية المحايدة من التكلفة". كان حزب الليبراليين الخضراء يعتزم "إعفاء المستهلكين والشركات من ضريبة القيمة المضافة بشكل إضافي" من خلال نظام قيادة صديقي للاقتصاد. الـ "الليبراليون الخضر" أرادوا أن يكون الضريبة "مجانية".
بعد تقديم المبادرة في الوقت المناسب في عام 2012، دعم المجلس الاتحادي ومجلس الدول في الأساس دفعه من حيث السياسة المناخية والطاقة: ومع ذلك، سيكون من الضروري فرض ضرائب عالية جدا على الطاقة لتمويل الميزانيات العامة - التي يقدر بنحو 20 مليار فرنك سويسري، حوالي 3 فرنك سويسي لكل لتر من البنزين - وسوف تتجاوز بكثير ما يمكن توجيهههه من حيث السياسيين في مجال الطاقة والطاقة. بالإضافة إلى ذلك، فإن التركيبة الضريبية ستكون أصغر، على عكس ضريبة القيمة المضافة، لأن ضريبة الطاقة سيكون لها تأثير تحكمي؛ ثم يجب أن يرتفع الضريبة. إلغاء ضريبة القيمة المضافة بالكامل سيكون خاطئاً. الضريبة على الطاقة المرتفعة جداً ستؤثر أيضاً على التوزيع السلبي، لأن الأسر ذات الدخل المنخفضة ستعاني من عبء غير متناسب. في مجلس الدول، تمثل موقف المبادرة ماركوس ستادلر (GLP/UR) ، ولكن بعد رفض أقلية اللجنة بقيادة لوك ريكوردون (Green/VD) اقتراحًا مضادًا يتضمن ضريبة تحفيزية وتسديد عائدات السكان (29 إلى 12 صوتًا) ، قرر مجلس الدول في يونيو (34: 3) والمجلس الوطني السويسري (171: 27) في سبتمبر 2014 أيضًا أن يوصي الشعب برفض المبادرة الشعبية. تم رفض المقترح المضاد [الإنجليزية] لضرائب القيادة على الطاقة في المجلس الوطني بأغلبية 110 صوتًا مقابل 79 صوتًا. يُريد المجلس الاتحادي استبدال نظام الدعم الحالي للانتقال الطبي من عام 2021، بالطبع، أيضاً بـ"نظام توجيه المناخ والطاقة"، وسيتم توفير مشروع استشارات دون إلغاء ضريبة القيمة المضافة في عام 2015.

### الاقتصاديون
اقترح الاقتصاديون في فريبورغ رينر إيهشنبرجر [الإنجليزية] ومارك شيلكر إلغاء ضريبة القيمة المضافة (نشر، من بين أمور أخرى، في Weltwoche 7/04).)).
وتصف هذه الميزات الخمسة الرئيسية:
1. إلغاء ضريبة القيمة المضافة يخفف من عبء جميع دافعي الضرائب، وخاصة أولئك الذين يحصلون على دخل منخفض.
2. خاصة بالنسبة لشركات الخدمات التي تستغرق الكثير من العمل، فإن ضريبة القيمة المضافة هي عمليا ضريبة على الأجور. إزالة ذلك سيزيد كثيراً من الطلب على عمل أبسط. وبالتالي سيكون وسيلة فعالة لمكافحة البطالة والفقر التدريجي للعمال ذوي المهارات المنخفضة.
3. سيتم القضاء على العبء الإداري لجمع ضريبة القيمة المضافة، الذي كان ثقلاً على الإدارة الاتحادية وفي بعض قطاعات الاقتصاد.

## الإشارات
1. ↑  "Abstimmung 27. September 2009: IV-Zusatzfinanzierung durch befristete MWST-Erhöhung". مؤرشف من الأصل في 2019-10-19. اطلع عليه بتاريخ 2023-09-30.
2. ↑  Abstimmungsergebnisse نسخة محفوظة 2023-09-02 على موقع واي باك مشين.
3. 1 2 3  Energiewende jetzt – weil sie ökologisch, aber auch ökonomisch sinnvoll ist (PDF; 2 pages), Medienmitteilung zur Energiepolitik, Grünliberale Partei, 8. Juni 2011, retrieved 2014-09-30.
4. ↑  Text der Volksinitiative der Grünliberalen Partei Schweiz «Energie- statt Mehrwertsteuer» auf admin.ch (Schweizerische Bundeskanzlei), abgerufen am 30. September 2014. نسخة محفوظة 2023-09-02 على موقع واي باك مشين.
5. ↑  Die Mehrwertsteuer ist ineffizient & nicht sinnvoll – Beitrag zur Volksinitiative «Energie- statt Mehrwertsteuer» نسخة محفوظة 2023-09-02 على موقع واي باك مشين.
6. ↑  Roland Fischer: Volksinitiative «Energie- statt Mehrwertsteuer» Medienmitteilung vom 25. September 2014, In: Grünliberale Partei, abgerufen am 30. September 2014.
7. ↑  Botschaft vom 20. November 2013 zur Volksinitiative „Energie- statt Mehrwertsteuer“ (BBl 2013 9025) Zusammenfassung der Debatten im Ständerat und im Nationalrat, Die Bundesversammlung – Schweizer Parlament, 20. November 2013, ergänzt 17. Juni 2014 und 25. September 2014, abgerufen am 30. September 2014. نسخة محفوظة 2023-09-02 على موقع واي باك مشين.
8. ↑  Reiner Eichenberger und Mark Schelker: Freie Fahrt, weniger Steuern (PDF; 135 kB), Die Weltwoche 07/04, auf der Homepage der Universität Freiburg [الإنجليزية]. نسخة محفوظة 2023-09-03 على موقع واي باك مشين.

## الروابط الخارجية
- القانون الاتحادي المؤرخ 12 يونيو 2009 بشأن ضريبة القيمة المضافة (قانون الضريبة القائمة على القيمة المقدمة)
- أمر مالي جديد 2021 - افتتاح حملة التصويت على قناة المجلس الاتحادي: مع المجلس الاتحادي أويلي مورير، رئيس إدارة المالية الاتحادية، وإدريان هوج، مدير الإدارة الضريبية الاتحاديا
- صفحة الإدارة الفيدرالية للضرائب بشأن ضريبة القيمة المضافة
- الإيرادات المالية الاتحادية نسخة محفوظة 4 أكتوبر 2023 على موقع واي باك مشين.
- معلومات عن التصويت بشأن زيادة ضريبة القيمة المضافة
- ضريبة القيمة المضافة في: التاريخية الكتيبية السويسرية.
- توبايس روهنر: "المركز المتحكم في المواد" في سويسرا المعدل-القانون ديسمبر 2007 (النسخة على الإنترنت)